# ラルナカ
ラルナカ（ギリシア語: Λάρνακα、トルコ語: Larnaka, 英: Larnaca）は、キプロス共和国の都市。キプロス第2の商業港湾都市である。人口は約72,000人（2001年時点）。ラルナカ国際空港があり、夏季にリゾートでにぎわう。
古代ギリシア時代はキティオン（Kition）、ローマ人からはキティオンをそのままラテン語に訳したキティウム（Citium）と呼ばれ、キプロス島における主要な都市のひとつであった。また、ストア学派の開祖ゼノンの生地としても有名である。
現在は、町の北側に石油精製所と国際空港があり、南側には椰子の木が並ぶ風光明媚な海岸となっている。初夏にカタクリズム（ノアの方舟の大洪水神話）の祭「カタクリスモス」が祝われる。
ラルナカ地区は一部、国際連合によってひかれた北キプロス・トルコ共和国との南北分断線（グリーンライン）で分断されている。

## 歴史

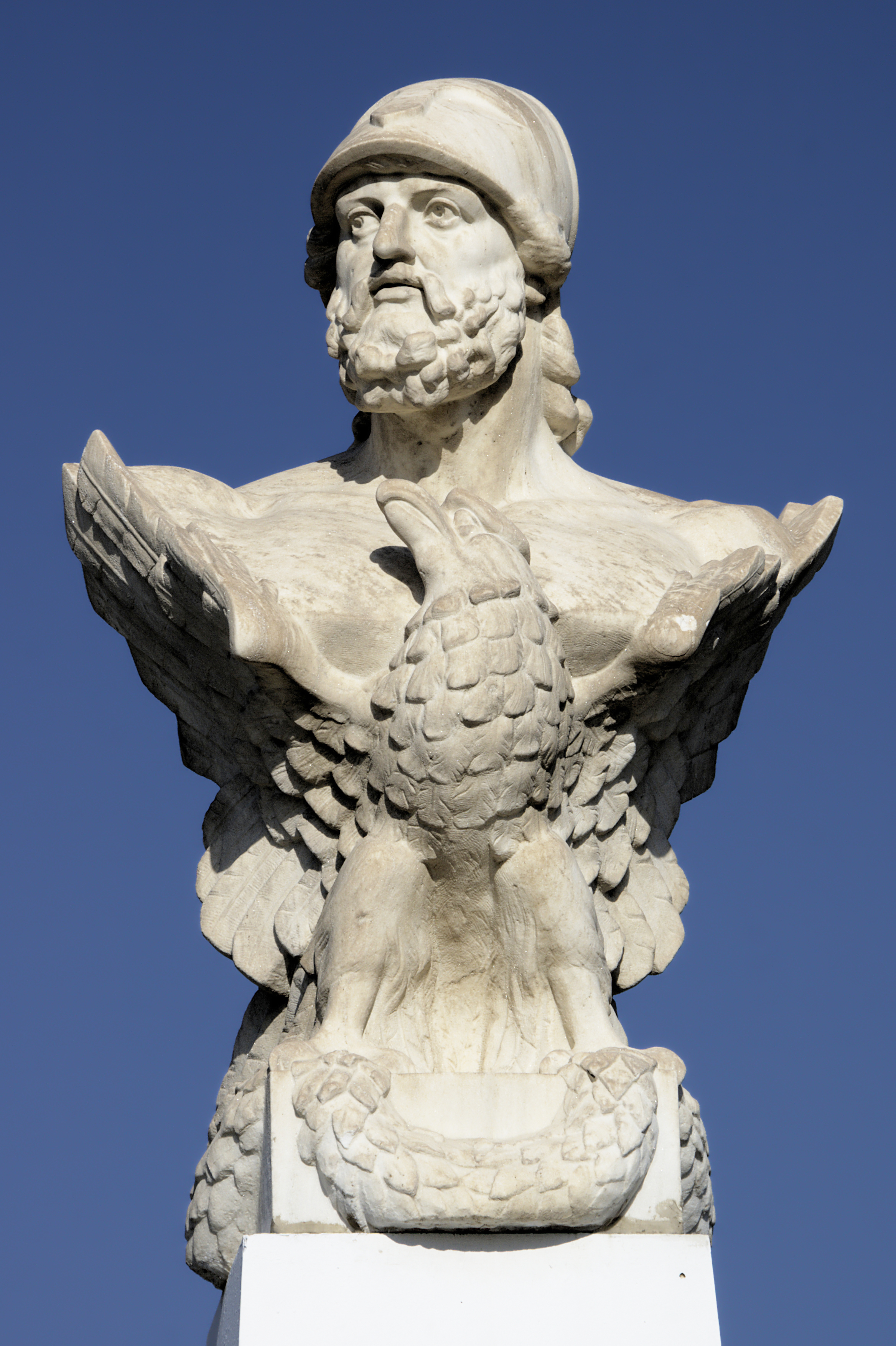
アテナイの将軍キモン

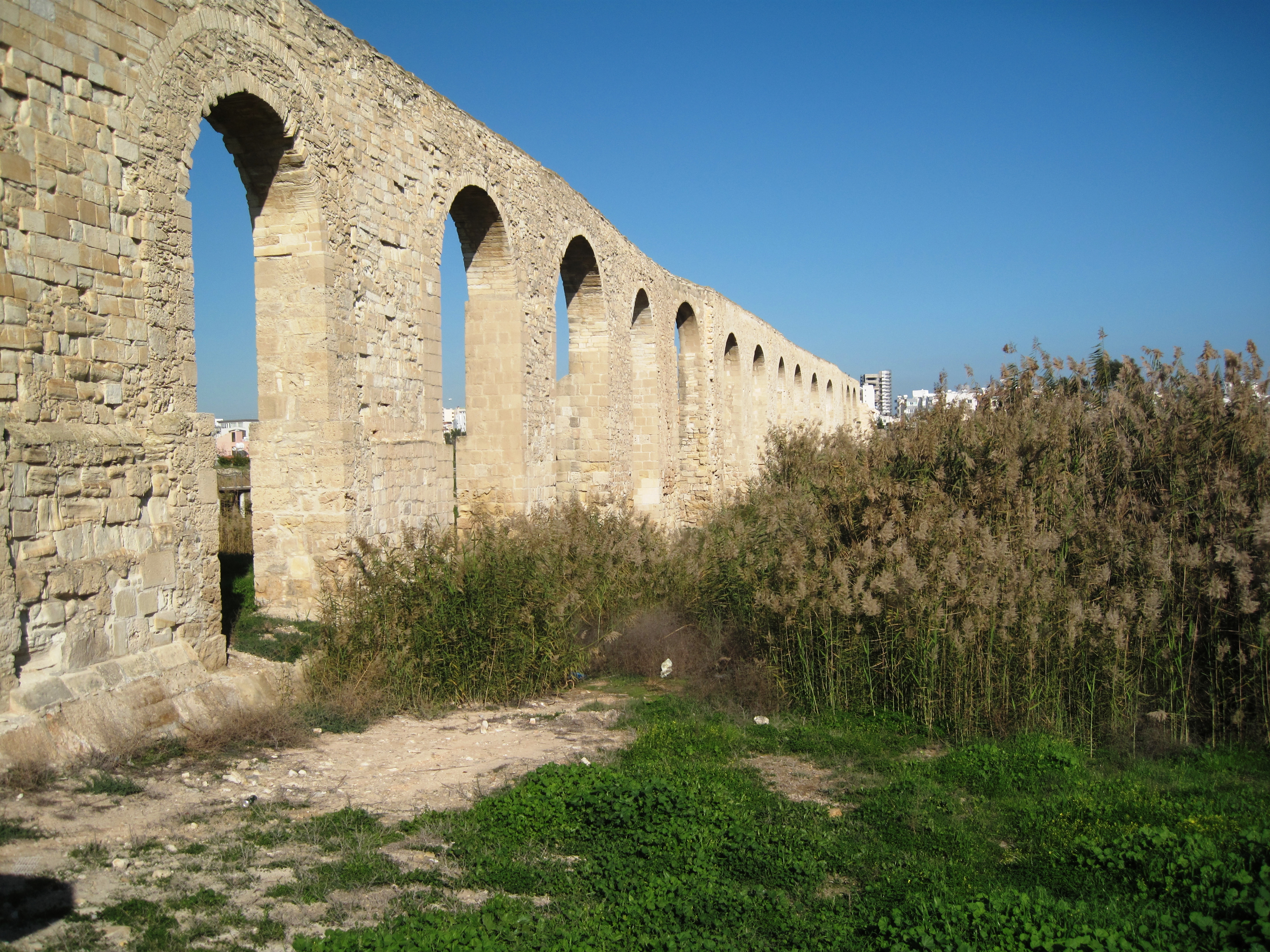
カマレス水道橋

この地には、紀元前13世紀に古代王国都市キティオンが形成された。紀元前1200年から1000年ごろに、装飾品や陶芸品、建物のデザインの変化などから大きな政治体制の変化があったと推測され、またこのころにアカエアから初めてのギリシア人移住者がやってきたと思われる。
キティオン遺跡には、紀元前13世紀ごろの遺構も残されている。これらの遺構はアカエアから移住者がやってくる以前のものである。この遺跡にはキュクロープス様式の城壁や5つの聖堂、海港が含まれる。
キプロス島の他の都市と同じく、キティオンもまたアケメネス朝ペルシアに属していた。紀元前450年、古代都市国家アテナイの将軍キモンが、アケメネス朝ペルシアに対してのキティオン包囲戦の際にこの地で死亡している。
紀元前58年、プトレマイオス朝エジプトの影響下にあったキプロス島はローマ帝国に併合され、その後に設けられたキュプルス属州に編入される。初代の総督として小カトが赴任する。
西暦76年およびその翌年に強い地震がこの地を襲った記録がある。また、322年と342年にも強い地震があり、その地震は同時にサラミスとパフォスも襲ったという。その時にキティオンの港は砂で埋まり、人々は南の土地へ移住することを余儀なくされた。オスマン帝国時代には、現在のラルナカ城の南のスカラ地区 (en) の港が使われていた。
1747年にはカマレス水道橋が建設され、約9.7キロメートル先から水道が引かれた。

## 見どころ

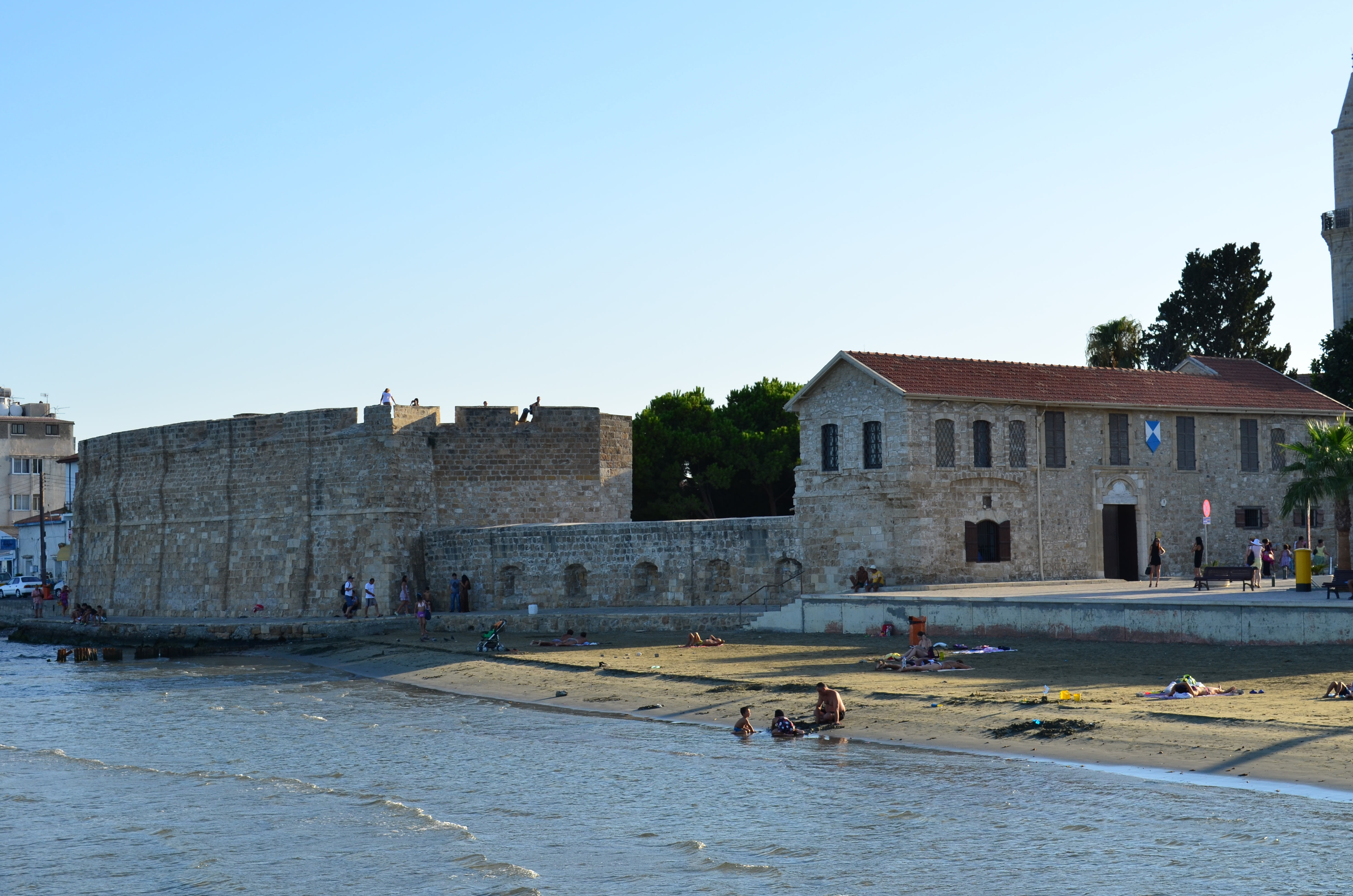
ラルナカ城

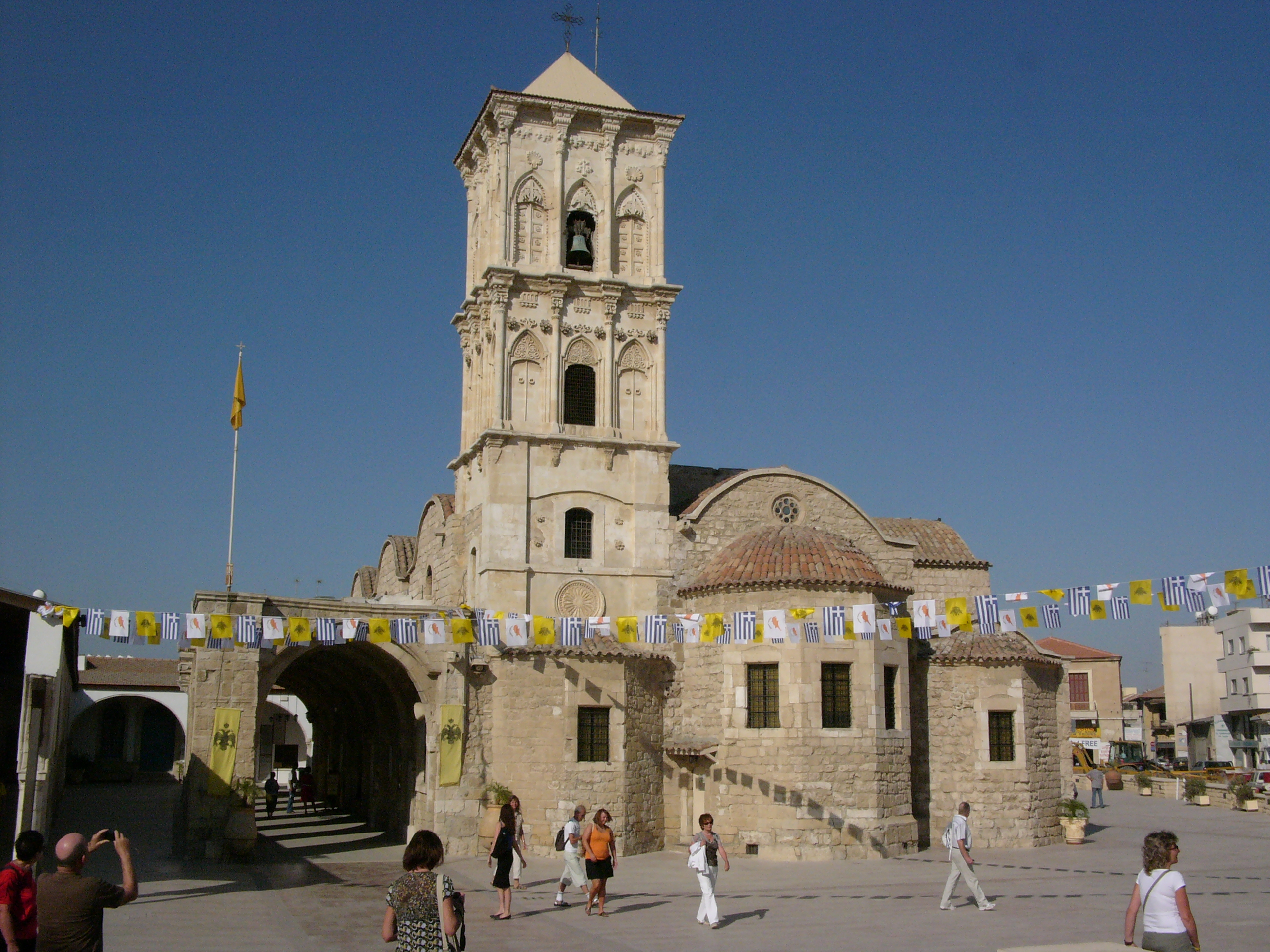
聖ラザロ教会

ラルナカの名所旧跡としては、聖ラザロ教会 (en) 、ファネロメニ教会のカタコンベ、ハラ・スルタン・モスク、カマレス水道橋やラルナカ城などがある。
街のメインストリートは、「椰子の木通り」（ギリシア語：フィニコウデス・プロムナード）と呼ばれており、ヤシ並木が続く海岸沿いのアシノン大通りとなっている。
古代ギリシアの都市国家アテナイの政治家キモンの胸像が椰子の木通りにある。また、紀元前334年に、古代都市キティオンで生まれた哲学者ゼノンの像がマリーナ付近にある。

### 博物館
ラルナカ地区考古学博物館、ヒエリデス博物館やキリアジス医学博物館などがある。また、市街地北にはキティオン遺跡がある。

## 交通機関
市街地から約4キロメートル南西に、キプロス共和国で最大規模のラルナカ国際空港がある。また、リマソール港に次ぐ規模のラルナカ港が市街地に隣接している。
鉄道はなく、都市間および市内の公共交通を担うのはバスである。ラルナカ国際空港との間には公共バスが運行されている。また、都市間の直通バスが、首都ニコシア（レフコシア）、リマソール、パフォスなどとの間で運行されている。
- Larnaca Buses

## スポーツ
- アノルトシス・ファマグスタ - 1911年設立のサッカークラブ。もともとはファマグスタのチームであるが、1974年のトルコ軍による北キプロスの占領以降はラルナカを本拠地としている。2008/09UEFAチャンピオンズリーグにキプロスのクラブとして本戦に初出場を果たす。

## 姉妹都市
- ポティ、ジョージア
- ラリサ、ギリシャ
- ピレウス、ギリシャ
- アジャクシオ、フランス
- ブラチスラヴァ、スロヴァキア
- ノヴォシビルスク、ロシア